# Attaques de juin 2016 à Aktioubé
Les attaques d'Aktioubé sont une série de fusillades perpétrées par des militants de l'État islamique contre des cibles civiles et militaires en juin 2016 à Aktioubé, au Kazakhstan. Le 5 juin, deux attaques visent des armureries, tandis qu'une troisième s'en prend à des militaires. De nombreuses échanges de tirs ont lieu avec la police dans les jours suivants. Ces fusillades font sept morts et 37 blessés. Dix-huit assaillants sont tués et 9 arrêtés.

## Déroulement
Le 5 juin 2016 à 15 h 45, heure locale, un groupe d'hommes armés attaque deux armureries et y abattent un vendeur, un gardien et un client. Par la suite ils s'en prennent à une base militaire de la Garde nationale, dont ils forcent les portes à l'aide d'un autobus, et y tuent trois militaires.

## Réactions
- Chine : le ministère chinois des Affaires étrangères condamne l'attentat et apporte son soutien au Kazakhstan en matière de lutte anti-terroriste[2].
- Iran : le porte-parole du ministère des Affaires étrangères condamne les attaques. Il déclare que « cet incident montre, une fois encore, la forte capacité de l’Asie centrale pour perpétuer des mouvements terroristes et la nécessité de coopération entre tous les pays de la région afin de tenir une lutte tous azimuts et unie contre l’extrémisme et l’origine de ce genre de pensée et de politique »[3].